# Colin Strang, 2. Baron Strang
Colin Strang, 2. Baron Strang GCB, GCMG, MBE (* 12. Juni 1922 in Belgrad, Königreich Jugoslawien; † 19. Dezember 2014) war ein britischer Peer, Hochschullehrer und parteiloser Politiker.

## Leben und Karriere
Strang wurde als Sohn von William Strang und Elsie Wynne Jones († 1974) geboren. Er besuchte das Merchant Taylors College und das St Johns College der Universität Oxford. Dort schloss er mit einem Master of Arts in Philosophie ab. Strang diente während des Zweiten Weltkriegs in der Essex Yeomanry.
Er war von 1951 bis 1953 Dozent für Philosophie an der Queens’ University in Belfast und von 1953 bis 1975 am King’s College der Newcastle University. An letzterer war Strang von 1975 bis 1982 Professor für Philosophie. Dort war er zeitgleich von 1976 bis 1979 auch Dean der Philosophischen Fakultät. Er trat 1982 in den Ruhestand ein.
Strang erhielt verschiedene Orden und Ehrungen. Er war Knight Grand Cross des Order of the Bath (GCB), Knight Grand Cross des Order of St. Michael and St. George (GCMG) und Member des Order of the British Empire.
Strang lebte in Stonesfield. 2003 lebte er in Lochranza, auf der Isle of Arran.

## Mitgliedschaft im House of Lords
Beim Tod seines Vaters im Mai 1978 erbte er den Titel des Baron Strang und den damals damit verbundenen Sitz im House of Lords. Seine Mitgliedschaft endete durch den House of Lords Act 1999. Für einen der verbleibenden Sitze war er nicht angetreten. Er war im Register of Hereditary Peers, die für eine Nachwahl zur Verfügung stehen, nicht verzeichnet.
2013 (Stand: Juli 2013) gehörte er der Hereditary Peers Association nicht an.

## Familie
Strang heiratete am 3. Juli 1948 Patricia Marie Avis, die Tochter von Meiert Charles Avis. Die Familie kam aus Johannesburg. Die Ehe wurde 1955 geschieden. Am 21. April 1955 heiratete Strang die Professorin Barbara Mary Hope Carr († 1982), die Tochter von Frederick Albert Carr, aus London. Aus dieser Ehe ging eine Tochter hervor.
1984 heiratete Strang Mary Shewell Miles, Tochter von Richard Miles. Da er keine männlichen Nachkommen hinterließ, erlosch sein Baronstitel bei seinem Tod.